# Tours-en-Vimeu
Tours-en-Vimeu è un comune francese di 897 abitanti situato nel dipartimento della Somme nella regione dell'Alta Francia.

## Società

### Evoluzione demografica
Abitanti censiti